# Federal Building and Post Office (Brooklyn)
 (mars 2024).
Le Federal Building and Post Office est un édifice de Brooklyn, à New York, hébergeant un bureau de poste  historique, un palais de justice et un immeuble de bureaux fédéraux. Le bâtiment d'origine était le bureau de poste général de Brooklyn, et est maintenant la gare du centre-ville de Brooklyn, et l'ajout au nord est le palais de justice du tribunal des faillites des États-Unis pour le district est de New York. Il abrite également les bureaux du procureur des États-Unis. En 2009, le Congrès des États-Unis a adopté une loi renommant le bâtiment Palais de justice des faillites des États-Unis Conrad B. Duberstein en l'honneur du juge en chef des faillites Conrad B. Duberstein.

## Histoire
La planification et la conception du nouveau bureau de poste ont commencé en 1885. Au cours de son mandat, Mifflin E. Bell, architecte superviseur du département du Trésor américain, a conçu le bâtiment dans le style architectural néo-roman. Le bâtiment servait à l'origine à la fois de bureau de poste et de palais de justice avec quatre salles d'audience.
Après la démission de Bell, sa conception fut révisée par son successeur, William A. Freret, dont le résultat final était un bâtiment roman beaucoup plus audacieux que ce que Bell avait imaginé. Pourtant, certains des détails architecturaux les plus élaborés de la conception originale de Bell, tels que les tours d'angle plus grandes, n'ont jamais été exécutés.
La construction a été achevée en 1891; les espaces intérieurs furent complétés en 1892. Peu de temps après, trois ascenseurs pour passagers et un élévateur à courrier ont été installés.
Alors que la population continuait d'augmenter, les autorités ont déterminé que davantage d’espace était nécessaire. Comme le bâtiment d’origine n’occupait que la moitié sud du terrain, l’ajout s’étendait vers le nord. En 1930, le bureau de l'architecte superviseur dirigé par James A. Wetmore a conçu un ajout compatible dans un style similaire, qui a été achevé en 1933. Deux nouvelles salles d'audience notamment ont été ajoutées.
Le bureau de poste général des États-Unis a été désigné monument par la Commission de préservation des monuments de la ville de New York en 1966 et inscrit au registre national des lieux historiques en 1974. En 1999, la General Services Administration (GSA) des États-Unis a acheté le bâtiment et a entrepris d'importantes rénovations qui comprenaient l'ajout de nouvelles salles d'audience et la restauration de salles d'audience historiques. Il abrite désormais les services postaux ainsi que le tribunal américain des faillites, le syndic américain, les bureaux de probation et de libération conditionnelle des États-Unis et les bureaux du procureur américain.

## Architecture
Le bâtiment est un excellent exemple d’architecture néo-romane et constitue un élément important du complexe du centre municipal. L'extérieur est resté en grande partie inchangé au fil du temps. La conception du bâtiment contient de nombreux éléments caractéristiques du style néo-roman. Des lucarnes élaborées, une crête de toit en fer, des toits à forte pente et une tour confèrent au bâtiment une qualité pittoresque.

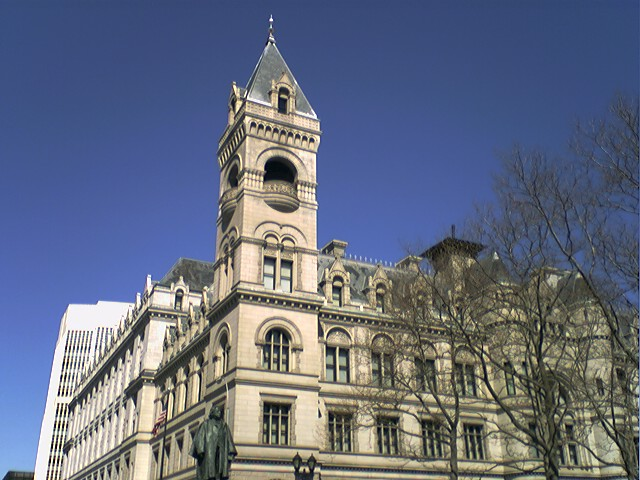
La tour du bâtiment d'origine à l'angle sud-ouest

La tour d'angle carrée s'élève au-dessus de la ligne de toit du bâtiment d'origine. Les ouvertures cintrées avec balcons semi-circulaires sont surmontées d'une corniche ornée surmontée d'un toit pyramidal à forte pente.
L'atrium est l'un des espaces intérieurs les plus importants. Il est entouré d'une loggia à trois niveaux. Chaque niveau de la loggia est soutenu par des colonnes en fonte ornées de motifs de feuilles d'acanthe et d'anthémion.
L'escalier principal se trouve dans le coin nord-est du bâtiment d'origine. Une balustrade décorative en fonte avec des poteaux de style lanterne entoure les marches. Les murs de la cage d'escalier sont revêtus de lambris en marbre acajou du Tennessee et les sols sont recouverts de carreaux de marbre noir et blanc posés en diagonale.

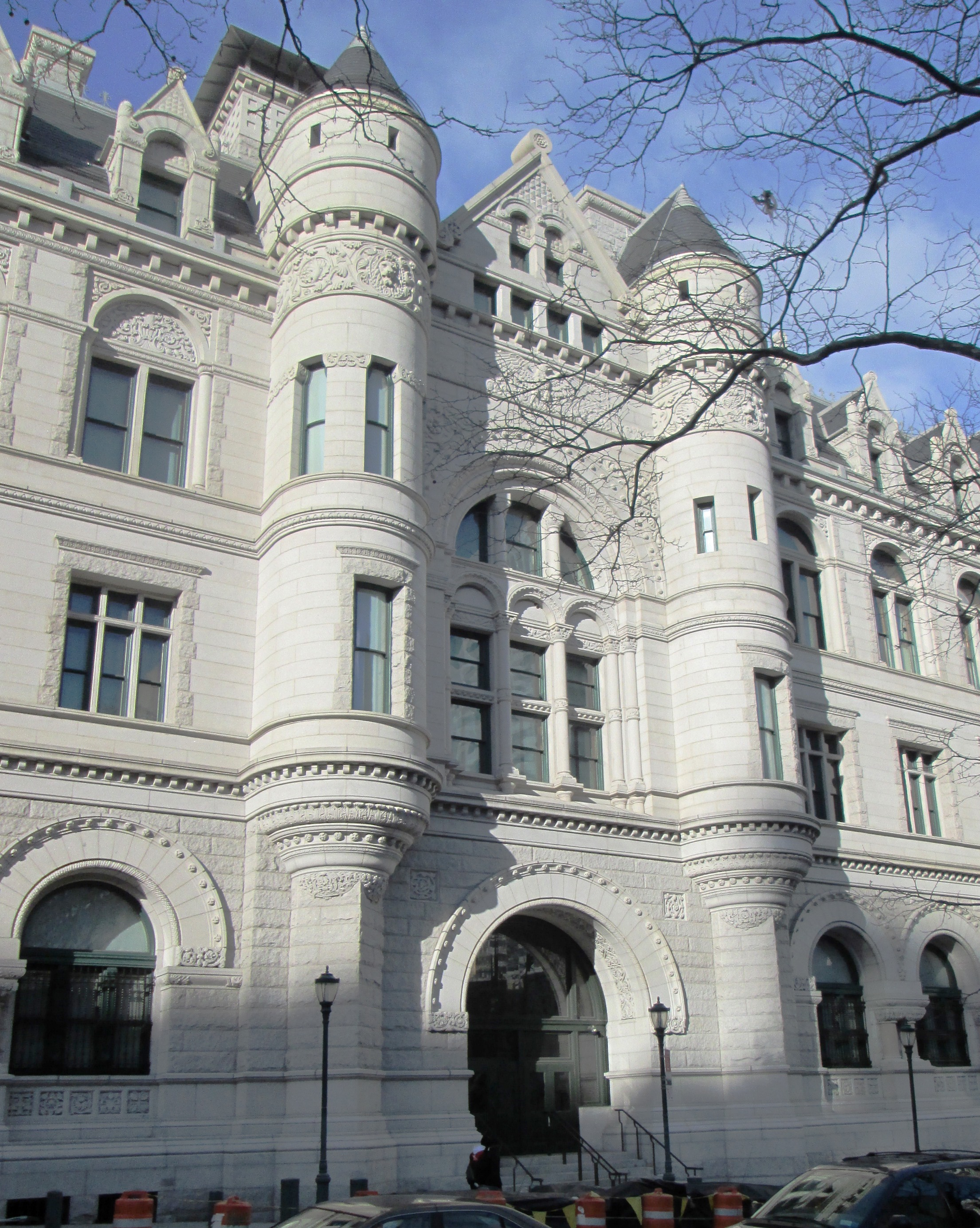
La partie centrale du bâtiment d'origine